# Schilddrüsenoperation
Schilddrüsenoperation ist der Sammelbegriff für die operativen Behandlungsverfahren bei Erkrankungen der Schilddrüse.
Es handelt sich um folgende Eingriffe:
- Strumaresektion: die Teilentfernung der vergrößerten Schilddrüse (Struma); wird fälschlicherweise oft mit Strumektomie bezeichnet (→Ektomie).
- Thyreoidektomie: die vollständige Entfernung der Schilddrüse (z. B. beim Schilddrüsenkrebs)
- Hemithyreoidektomie: die vollständige Entfernung des rechten oder linken Schilddrüsenlappens
- Dunhill-Operation: Strumaresektion des einen, Hemithyreoidektomie des anderen Schilddrüsenlappens
- Enukleation: Das Ausschälen eines Knotens aus der Schilddrüse unter Belassung des gesunden Gewebes

Mit diesen Eingriffen werden viele verschiedene Erkrankungen der Schilddrüse behandelt:
- Struma mit normaler Funktion (euthyreote Struma), mit Überfunktion (Hyperthyreose) und mit Unterfunktion (Hypothyreose)
- Morbus Basedow
- Autonomes Adenom
- Hashimoto-Thyreoiditis
- subakute Thyreoiditis
- Thyreoiditis de Quervain
- Riedel-Struma
- Schilddrüsenkarzinom

In Deutschland werden jährlich etwa 110.000 Schilddrüsenoperationen ausgeführt. Operationen der Schilddrüse liegen damit an dritter Stelle in der nationalen Operationsstatistik. Statistisch kommt so jährlich eine Operation auf 750 Einwohner, während in Großbritannien eine Operation auf 4.900 Einwohner und in den USA nur eine Operation auf 6.000 Einwohner kommt.

## Belege
1. ↑  J. Feldkamp. Versorgung von Schilddrüsenkranken in Deutschland. In: H. Dralle (Hrsg.) Schilddrüse 2009. Qualitätsstandards in der Schilddrüsenmedizin. Berlin 2010, ISBN 978-3-86541-386-4.